# Le Pailly
Le Pailly est une commune française située dans le département de la Haute-Marne, en région Grand Est.
Elle est célèbre notamment pour son château renaissance.

## Géographie
| Balesmes-sur-Marne |           | Chalindrey |
| Noidant-Chatenoy   | Pailly    |            |
| Heuilley-le-Grand  | Palaiseul | Violot     |

Le Pailly se situe à 75 km de Dijon, 45 km de Chaumont et 12 km de Langres.

### Hydrographie
La commune est traversée par la ligne de partage des eaux entre les régions hydrographiques « la Seine de sa source au confluent de l'Oise (exclu) » et le bassin versant de la Saône au sein respectivement du bassin Seine-Normandie et du bassin Rhône-Méditerranée-Corse. Elle est drainée par la Resaigne, le ru de Chassigny, le ruisseau de Vireloup et le ruisseau du Douay,.
La Resaigne, d'une longueur de 17 km, prend sa source dans la commune  et se jette  dans le Salon à Coublanc, après avoir traversé sept communes. 

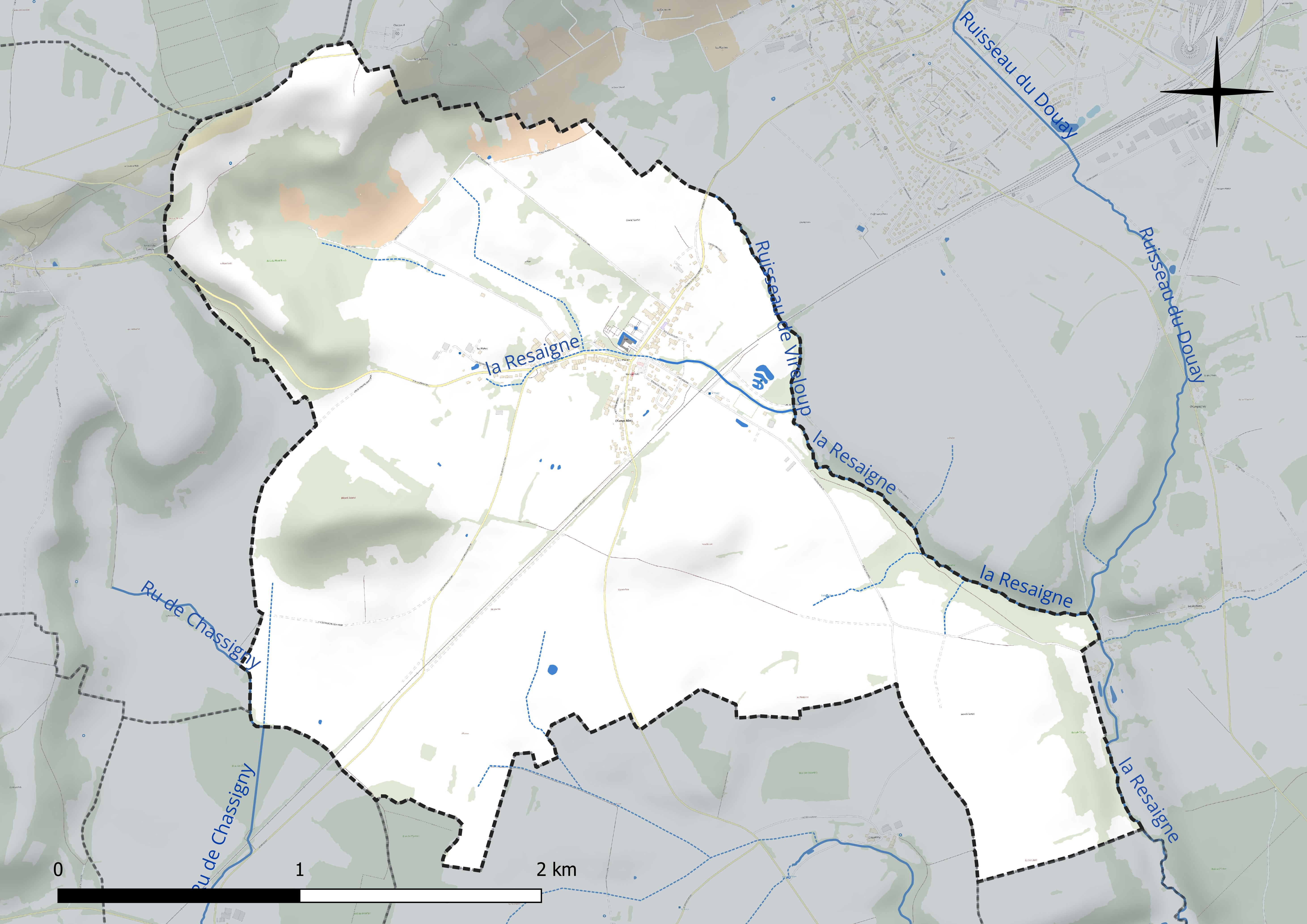
Réseau hydrographique du Pailly.

Le ru de Chassigny, d'une longueur de 11 km, prend sa source dans la commune de Noidant-Chatenoy et disparaît en milieu souterrain  à Dommarien, après avoir traversé six communes. 

### Climat
Pour des articles plus généraux, voir Climat du Grand Est et Climat de la Haute-Marne.
En 2010, le climat de la commune est de type climat des marges montargnardes, selon une étude du Centre national de la recherche scientifique s'appuyant sur une série de données couvrant la période 1971-2000. En 2020, Météo-France publie une typologie des climats de la France métropolitaine dans laquelle la commune est exposée à un climat océanique altéré et est dans la région climatique  Lorraine, plateau de Langres, Morvan, caractérisée par un hiver rude (1,5 °C), des vents modérés et des brouillards fréquents en automne et hiver. 
Pour la période 1971-2000, la température annuelle moyenne est de 9,8 °C, avec une amplitude thermique annuelle de 17,1 °C. Le cumul annuel moyen de précipitations est de 926 mm, avec 12,7 jours de précipitations en janvier et 8,9 jours en juillet. Pour la période 1991-2020, la température moyenne annuelle observée sur la station météorologique de Météo-France la plus proche, « Langres », sur la commune de Langres à 9 km à vol d'oiseau, est de 10,2 °C et le cumul annuel moyen de précipitations est de 896,1 mm. 
La température maximale relevée sur cette station est de 38,8 °C, atteinte le 25 juillet 2019 ; la température minimale est de −21,2 °C, atteinte le 2 février 1956,,. 
Les paramètres climatiques de la commune ont été estimés pour le milieu du siècle (2041-2070) selon différents scénarios d'émission de gaz à effet de serre à partir des nouvelles projections climatiques de référence DRIAS-2020. Ils sont consultables sur un site dédié publié par Météo-France en novembre 2022.

## Urbanisme

### Typologie
Au 1er janvier 2024, Le Pailly est catégorisée commune rurale à habitat dispersé, selon la nouvelle grille communale de densité à sept niveaux définie par l'Insee en 2022.
Elle est située hors unité urbaine. Par ailleurs la commune fait partie de l'aire d'attraction de Langres, dont elle est une commune de la couronne,. Cette aire, qui regroupe 77 communes, est catégorisée dans les aires de moins de 50 000 habitants,.

### Occupation des sols
L'occupation des sols de la commune, telle qu'elle ressort de la base de données européenne d’occupation biophysique des sols Corine Land Cover (CLC), est marquée par l'importance des territoires agricoles (74,9 % en 2018), une proportion sensiblement équivalente à celle de 1990 (75,3 %). La répartition détaillée en 2018 est la suivante : 
prairies (64,8 %), forêts (15 %), terres arables (9,6 %), espaces verts artificialisés, non agricoles (5,6 %), zones urbanisées (4,5 %), cultures permanentes (0,5 %). L'évolution de l’occupation des sols de la commune et de ses infrastructures peut être observée sur les différentes représentations cartographiques du territoire : la carte de Cassini (XVIIIe siècle), la carte d'état-major (1820-1866) et les cartes ou photos aériennes de l'IGN pour la période actuelle (1950 à aujourd'hui).

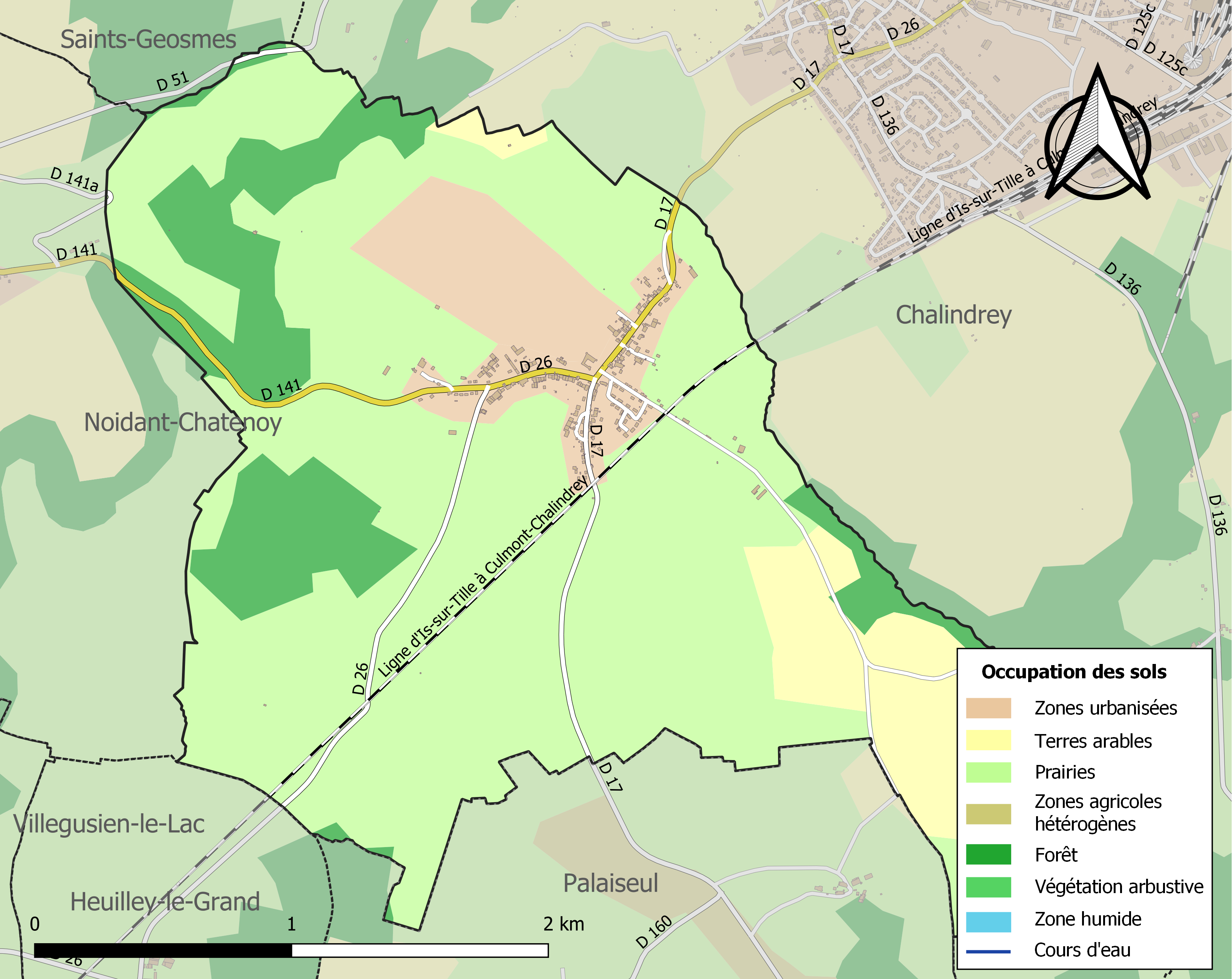
Carte des infrastructures et de l'occupation des sols de la commune en 2018 (CLC).

## Hydrographie
Le village est traversé du nord-ouest au sud-est par la rivière La Resaigne qui est une affluent du Salon.

## Carte de Cassini
|  |  |

La carte de Cassini ci-dessus montre qu'au XVIIIè siècle, Le Pailly est une paroisse implantée sur la rivière La Resaigne sur laquelle le Moulin de l'Etang est symbolisé par une roue dentée. Sa présence est évoquée de nos jours par la Rue des Moulins.

Le château est représenté détruit au milieu du XVIIIè siècle. Il a été reconstruit par la suite.

### Le sacrilège  du Pailly
Dans la nuit du 6 au 7 juin 1891, des individus ont pénétré dans l'église du village après en avoir fracturé la porte d'entrée, ont procédé à diverses dégradations et ont dérobé toute l'argenterie (ciboire, calice...etc).

Ce sacrilège a jeté un profond émoi dans la région.

E.Jacob, curé de la paroisse, raconte dans un récit d'une quarantaine de pages cet évènement et ses conséquences
.

## Politique et administration

### Liste des maires
| Période                                  | Période   | Identité          | Étiquette                       | Qualité |
| ---------------------------------------- | --------- | ----------------- | ------------------------------- | ------- |
| Les données manquantes sont à compléter. |           |                   |                                 |         |
| mars 2001                                | mars 2008 | Georgette Henry   | PCF (Parti communiste Francais) |         |
| mars 2008                                | mars 2014 | Jean-Pierre Royer |                                 |         |
| 2014                                     | En cours  | Franck Bugaud     |                                 |         |

## Population et société

### Démographie
L'évolution du nombre d'habitants est connue à travers les recensements de la population effectués dans la commune depuis 1793. Pour les communes de moins de 10 000 habitants, une enquête de recensement portant sur toute la population est réalisée tous les cinq ans, les populations de référence des années intermédiaires étant quant à elles estimées par interpolation ou extrapolation. Pour la commune, le premier recensement exhaustif entrant dans le cadre du nouveau dispositif a été réalisé en 2005.

En 2022, la commune comptait 272 habitants, en évolution de −4,56 % par rapport à 2016 (Haute-Marne : −4,62 %, France hors Mayotte : +2,11 %).
| 1793 | 1800 | 1806 | 1821 | 1831 | 1836 | 1841 | 1846 | 1851 |
| ---- | ---- | ---- | ---- | ---- | ---- | ---- | ---- | ---- |
| 454  | 460  | 458  | 426  | 402  | 373  | 363  | 360  | 366  |

| 1856 | 1861 | 1866 | 1872 | 1876 | 1881 | 1886 | 1891 | 1896 |
| ---- | ---- | ---- | ---- | ---- | ---- | ---- | ---- | ---- |
| 365  | 377  | 345  | 344  | 366  | 339  | 308  | 312  | 299  |

| 1901 | 1906 | 1911 | 1921 | 1926 | 1931 | 1936 | 1946 | 1954 |
| ---- | ---- | ---- | ---- | ---- | ---- | ---- | ---- | ---- |
| 306  | 286  | 271  | 241  | 245  | 229  | 236  | 309  | 295  |

| 1962 | 1968 | 1975 | 1982 | 1990 | 1999 | 2005 | 2006 | 2010 |
| ---- | ---- | ---- | ---- | ---- | ---- | ---- | ---- | ---- |
| 315  | 314  | 807  | 786  | 783  | 275  | 267  | 278  | 306  |

| 2015 | 2020 | 2022 | - | - | - | - | - | - |
| ---- | ---- | ---- | - | - | - | - | - | - |
| 286  | 272  | 272  | - | - | - | - | - | - |

## Culture locale et patrimoine

### Lieux et monuments
Le château
Château Renaissance de style ionique et corinthien.
Le château du Pailly a été édifié au XVe siècle, par le « très noble et très illustre » Gaspard de Saulx-Tavannes, maréchal de France, vaillant combattant du roi. Toutefois les archives mentionnent l'existence du château au XIIIe siècle. Ce dernier aurait été détruit entièrement en représailles à l'oppression du seigneur local. À la fin du XVe siècle, Jean de Dommarien, seigneur du Pailly, entreprend de le reconstruire et d'en faire une place forte.  De cette époque ne subsiste que le donjon. À la mort de Jean de Dommarien, lequel ne laisse aucun héritier, le château revient à l'évêque de Langres. Puis la famille Saulx-Tavannes rachète les droits de seigneurie et Gaspard décide d'y établir sa résidence. Acheté par une famille franc-comtoise en 1764, il fut « envahi et pillé par les gens d'Heuilley Cotton en 1793 ». Il est ensuite confisqué et vendu par l'administration centrale de la Haute-Marne en 1799. Jean François Moreau-Dubreuil l'acquiert en 1821 et restaure la chapelle, les cheminées, le pavillon de l'escalier sur cour. Il le cèdera en 1936 aux Mutuelles agricoles de l'Est. Durant la Seconde Guerre mondiale, les Allemands y installent la Kommandantur. Il est propriété de l'État depuis 1963.

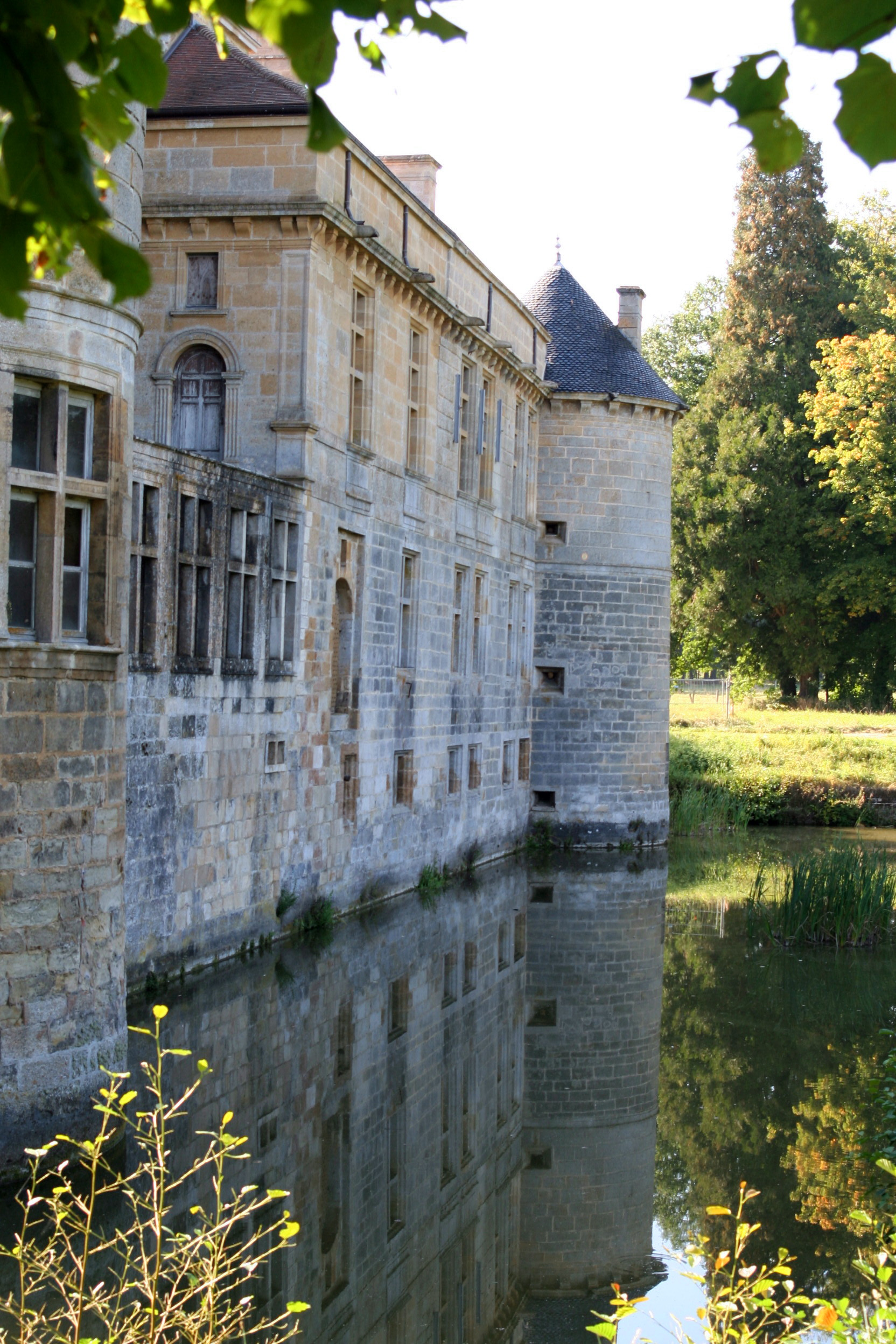
La façade nord du château, vers les jardins.
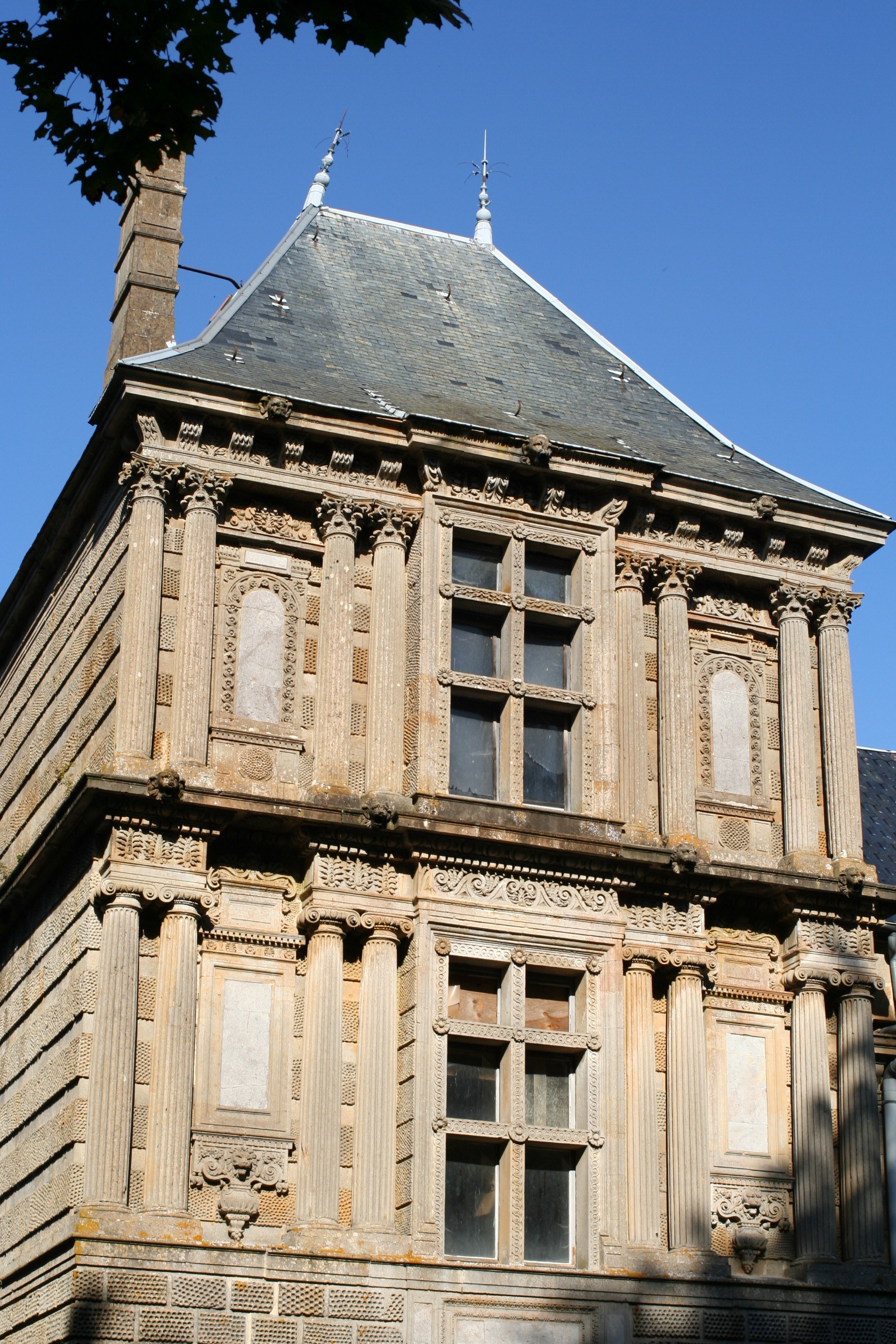
Le pavillon d'entrée caractéristique de l'époque Renaissance.
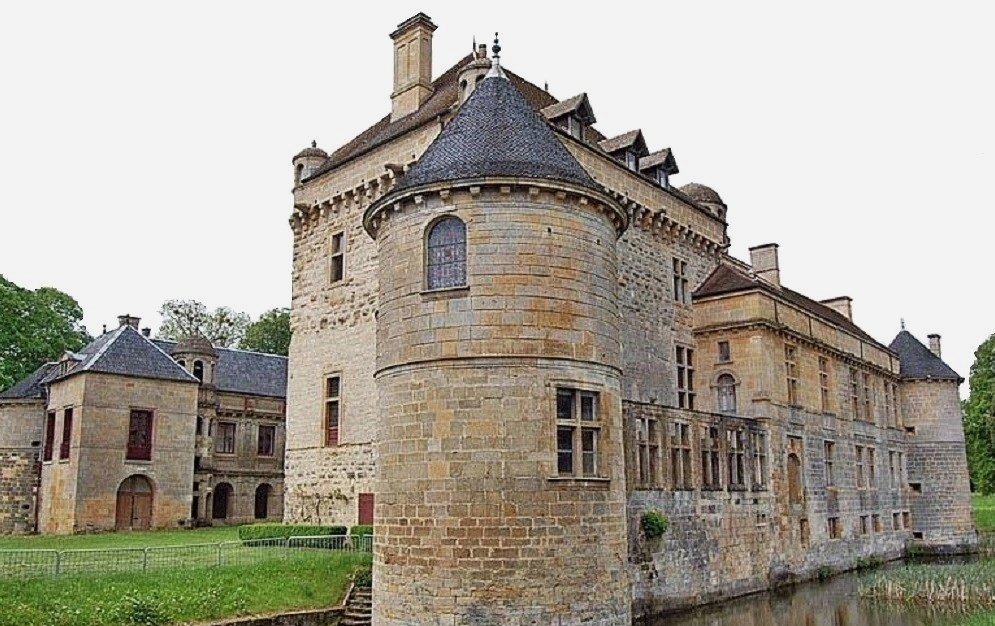
le Château du Pailly
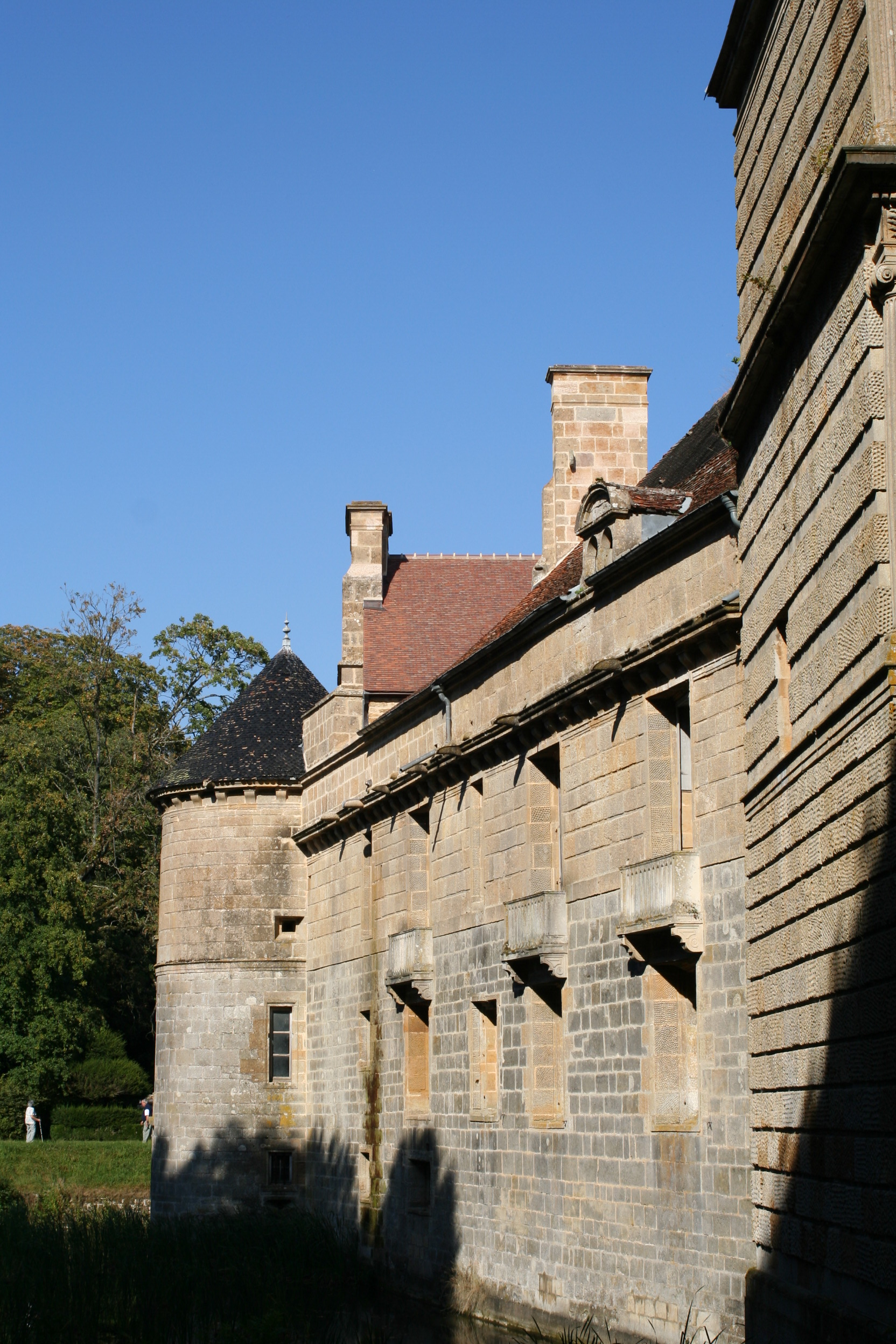
La façade ouest du château.
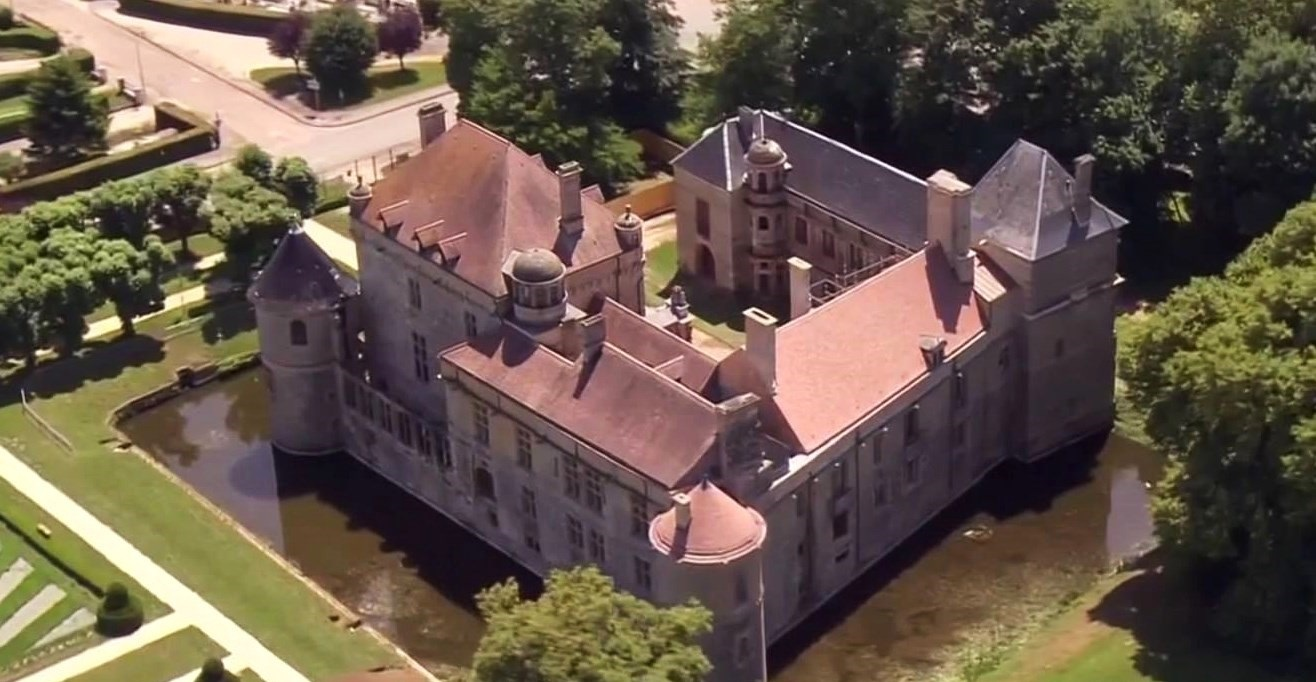
Vue générale du château du Pailly

Son église du XIe siècle
Située juste en face du château, l'église du Pailly est le plus ancien monument du village.

### Personnalités liées à la commune
- Jean-Édouard Lamy (1853-1931) : prêtre, né au Pailly.
- Edmond Lebœuf (1839-1886), conseiller de préfecture de la Haute-Marne, devenu préfet de la Lozère et préfet de la Haute-Vienne, né au Pailly.

### Héraldique
| Blason de Pailly (Le) | Blason  | D'azur à la bande d'argent côtoyée de deux doubles cotices potencées contre-potencées d'or, accompagnées en chef d'un agneau couché d'argent tenant une hampe croisetée d'or au guidon d'argent chargé d'une croisette de gueules et, en pointe, d'un lion d'or armé, lampassé et couronné de gueules. |
| Blason de Pailly (Le) | Détails | Reprend les armes de la Champagne, auxquelles ont été ajoutés un lion, pour la famille de Saulx de Tavannes, et un agneau pascal, attribut de saint Jean-Baptiste, patron de la paroisse locale. adopté par la commune.                                                                                |